# Креси сир Сер
Креси сир Сер (фр. Crécy-sur-Serre) насеље је и општина у североисточној Француској у региону Пикардија, у департману Ен (Пикардија) која припада префектури Лаон.
По подацима из 2011. године у општини је живело 1464 становника, а густина насељености је износила 81,79 становника/km². Општина се простире на површини од 17,9 km². Налази се на средњој надморској висини од 62 метара (максималној 133 m, а минималној 57 m).

## Демографија
| 1962. | 1968. | 1975. | 1982. | 1990. | 1999. | 2011. |
| ----- | ----- | ----- | ----- | ----- | ----- | ----- |
| 1.505 | 1.598 | 1.594 | 1.700 | 1.542 | 1.550 | 1.464 |

График промене броја становника у току последњих година